# Ichthydium brachykolon
Ichthydium brachykolon is een buikharige uit de familie Chaetonotidae. Het dier komt uit het geslacht Ichthydium. Ichthydium brachykolon werd in 1947 voor het eerst wetenschappelijk beschreven door Brunson. 